# Koroneaspis aegilopos
Koroneaspis aegilopos är en insektsart som först beskrevs av Koroneos 1934.  Koroneaspis aegilopos ingår i släktet Koroneaspis och familjen pansarsköldlöss. Inga underarter finns listade i Catalogue of Life.